# Lama-Lama-Nationalpark
Der Lama-Lama-Nationalpark (englisch Lama Lama National Park) ist ein etwa 355 Quadratkilometer großer Nationalpark auf der Cape York Peninsula in Queensland, Australien. Er wird von den örtlichen Aborigines, dem Lama Lama Clan, zusammen mit der Nationalparkverwaltung von Queensland unter dem Status Cape York Peninsula Aboriginal Land (CYPAL) verwaltet. Der Lama-Lama-Nationalpark wurde im Juli 2008 eröffnet und war der erste Nationalpark, der auf der Grundlage der CYPAL-Regelungen in Queensland in Betrieb genommen werden konnte.

## Lage
Der Park befindet sich in der Region Far North Queensland und befindet sich 220 Kilometer nordwestlich von Cooktown und 270 Kilometer südöstlich von Weipa. Etwa auf halber Strecke zweigt die Lilyvale Road nach Osten von der Peninsula Developmental Road nach Osten in den Park ab. Im Nationalpark liegen einige Kulturstätten der Aborigines, die nicht betreten werden dürfen.

## Landschaft
Das charakteristische Merkmal des Parks ist der Annie River. Er bildet die südliche Grenze des Parks und fließt weiter in den benachbarten Rinyirru-Nationalpark (früher Lakefield-Nationalpark) und weiter in die Princess Charlotte Bay. Ein Großteil des nördlichen Einzugsgebiets des Annie River ist im Park enthalten. Es reicht von sandigen Hügeln im Westen bis zu den tiefer gelegenen Wattgebieten, die von einem dichten Netz von kleineren Bächen durchzogen sind.

## Flora und Fauna
Mehrere wichtige Pflanzengemeinschaften sind im Nationalpark beheimatet, eine davon, die Messmate Woodlands, dominiert von Darwin Stringybark (Eucalyptus tetrodonta) ist eine Besonderheit. Diese großen, dichtbelaubten Wälder gedeihen auf den Sandplateaus und sie sind die bevorzugten Brutstätten für die seltenen Fuchshabichte (Erythrotriorchis radiatus).
Außerdem sind im Lama-Lama-Nationalpark eine bedrohte Unterart der Binsenastrilde (Neochmia ruficauda sublarescens), die gefährdete Neuhollandeule (Tyto novaehollandiae kimberli) und die seltenen Palmkakadus (Probosciger aterrimus) zu Hause.